# Ponnholzbachtal
Das Ponnholzbachtal ist ein Naturschutzgebiet im Landkreis Cham im Regierungsbezirk Oberpfalz in Bayern.
Das etwa 30 ha große Gebiet mit der amtlichen Bezeichnung NSG-00392.01 erstreckt sich entlang des Ponnholzbaches, eines Nebenflusses der Chamb, im nördlichen Bereich der Gemeinde Arnschwang und südwestlich der Stadt Furth im Wald. Es „umfasst einen reich strukturierten Abschnitt des Ponnholzbachtales, das eine große Bedeutung für gefährdete, störungsempfindliche Vogelarten aufweist“.